# 钦廉方言
欽廉方言，即粵語欽廉片，是對中华人民共和国广西壮族自治区欽廉地區的粵語方言的統稱。欽廉片可以分為老派本土語言廉州话、新立話、靈山話、小江话；白話（接近廣府粵語口音）可以分為欽州話、北海话、防城话、靈山白話等等更次一級的方言。
欽廉片白話由廣東移民的語言與當地土話相結合而產生，欽州話與防城話用詞發音與邕潯片有較高的相似性（例如i䪨并未裂化为ei），而北海話則與高陽片更接近（i韵已然裂化为ei），但三者內部有較強的一致性与共词，欽廉白話與主流粵海片（廣州話、香港廣東話）能輕松交流；而與老派語言則与之有非常大的差異性，在不瞭解對方語言的情況下很多時候甚至無法互相交談，但老派語言與白話之間也有不少共用詞語和聲䪨規律。

## 定义与界定
最初的钦廉片只是指钦州和廉州部分地区的粤语分支，学界一直以来的普遍认同。但随着对钦廉片下面的具体方言研究的深入，有部分学者提出了反对或细分的观点。

### 语音
语音上定义或者解构钦廉片大概有以下几种方式：
第一种方式是从历史的角度根据全浊音分派、即中古汉语全浊音在方言中的对应，钦廉片的定义为全浊无论声调都送气的方言、同吴化片甚至乎客家话类似 。
第二种方式是从共时角度根据不同方言之间音值、音类的区分混同程度通过加权平均数比较。

## 分支

### 白話
- 欽州話
- 靈山白話
- 防城話
- 北海話
- 北海疍家話（北海話與廣府話的混合語言）
- 北海華僑白話（北海話、疍家話、越南華僑白話、廣府話、廉州話……的混合語言）
- 南康話

### 老派本土語言
- 廉州話（包括「海獺話」、我话、沙田海邊话）
- 靈山話
- 新立話
- 小江話
- 六萬山話（即地佬话，六萬山話並不屬於欽廉片，但卻是欽廉地區浦北縣北部的主要語言。）